# قضاء عرفي
القضاء العُرفى هو وسيلة متعارف عليها للتحكيم بين الخصوم وأحكامه لها قوة الإلزام الفاعلة بين العائلات الكبيرة بمصر وأحيانا كثيرة يكون موثقا من الجهات الأمنية والرسمية بالدولة، وتلجأ إلية الدولة أحيانا لفض المنازعات الكبيرة بين العائلات الكبيرة، للقضاء على الثأر (خاصة إذا كانت الجلسة العرفية ستؤدى إلى تصالح)، منظومة القضاء العرفى فعالة جدا إذا كان المعتدى علية يرضا التعويض المالى وألإعتذار، والقضاء العرفى لا تبدأ جلساتة أبدا بدون كفيل غارم مقبول وحسن السمعة ومعروف بالصدق لكل من الطرفين المتنازعين ولهيئة التحكيم من القضاة المعهود اليهم الحكم، أو الحصول على ضمانات مالية ملموسة، وأيضا وعود شَرف تؤخذ من ألسنة كبار عائلات الأطراف المتنازعة (ويقال لمن وعد منهم <أعطى الرجل وجهه > أي أن كرامتة وبياض وجهة مرتبطان بعدم إخلالة بوعوده لمجلس التحكيم) وللعلم القضاء العرفى لا يستطيع الحكم بعقوبات الموت أو الإيذاء الجسدى أو عقوبات سالبة للحرية (السجن) ولكنه يستطيع الحكم بإبعاد شخص ما عن مكان ما منعا للشر وإثارة الأوجاع واستذكارها (العصر الحالى هو للمؤسسات الدولة القانونية والقضاء العُرفى يعتبر استثناء للقاعدة ولكنه معمول بة في أكثر منازعات قبائل مصر الان)، والقضاء العُرفى معمول به بين كل قبائل جمهورية مصر العربية قبيلة (العقايلة) ومنهم (الشيخ جمعه أبو خريبه) قبيلة بلي، المعاذة (بنى عطية)، مزينة، الترابين، البقوم، العليقات، أولاد سعيد، القرارشة، الصوالحة، المساعيد، السواركة، التياهة، العيايدة، الحويطات، أولاد على، الجوابيص، العبابدة، الجعافرة، البشارية، ويقال أن قبيلة بلي هي مَنقع الدم في القضاء العُرفى بمصر، أي أنها أرتضتها القبائل بمصر للحكم في الديات والجروح ومن مشاهير قبيلة بلى بمصر الشيخ طويلع حامد البلوى وكان يطلبة شيوخ القبائل الكبرى بمصر ككفيل لحسن سيرتة وصدقة.